# Wulfila tropicus
Wulfila tropicus là một loài nhện trong họ Anyphaenidae.
Loài này thuộc chi Wulfila. Wulfila tropicus được Alexander Petrunkevitch miêu tả năm 1930.